# UR-100
UR-100 (tiếng Nga: УР-100) là tên lửa liên lục địa (ICBM) được Liên Xô phát triển và trang bị từ năm 1966 đến năm 1996. UR (УР) là viết tắt của Universal Rocket (tiếng Nga: Универсальная Ракета). Tên ký hiệu của NATO trong thời kỳ Chiến tranh Lạnh SS-11 Sego và mã GRAU là 8K84. Tên lửa đẩy Strela và Rokot được phát triển dựa trên loại tên lửa này.
Định danh tương tự UR-100MR (tiếng Nga: УР-100МР) thực chất liên quan đến một tên lửa hoàn toàn khác, MR-UR-100 Sotka (SS-17 Spanker).

## Mô tả
UR-100 là một tên lửa ICBM hạng nhẹ, hai tầng đẩy nhiên liệu lỏng. Phiên bản đầu của nó có khả năng mang đầu đạn có đương lượng nổ từ 0,5 đến 1,1 Mt, trong khi các phiên bản nâng cấp sau này có khả năng mang 3 hoặc 6 đầu đạn MIRV. Tên lửa được phóng từ giếng phóng. Thiết kế giếng phóng tên lửa 15P784 (bởi viện thiết kế KBOM, Design Bureau of Common Machinery, của V.P.Barmin) đã được đơn giản hóa rất nhiều so với các tên lửa trước đó. Cơ sở vật chất bao gồm các giếng tên lửa kiên cố hóa, vận hành tự động, điều khiển bởi một đài chỉ huy trung tâm duy nhất. Đây là ICBM đầu tiên của Liên Xô (8K84M, đi vào hoạt động ngày 3 tháng 10 năm 1971) được trang bị tên lửa phòng không "Palma" phát triển bởi NII-108 của V.Gerasimenko.

### Các phiên bản
- UR-100 với tên lửa 8K84 — nguyên mẫu
- UR-100 với tên lửa 8K84M — tổ hợp nâng cấp
- UR-100N với tên lửa 15A30 — UR-100 cỡ lớn. Đây là cơ sở để phát triển tên lửa đẩy Rokot.
- UR-100N UTTH với tên lửa 15A35 — UR-100N cải tiến(Chữ "UTTH" (hay "UTTKh") thường được sử dụng đặt tên cho tên lửa. Cụm chữ viết tắt này nghĩa là "có đặc tính kỹ-chiến thuật nâng cao" ("improved tactical and technical characteristics"), Russian: УТТХ = улучшенные тактико-технические характеристики)
- UR-100MR 15P015 với tên lửa 15A15 — một loại tên lửa hoàn toàn mới thay thế cho tên lửa UR-100

## Lịch sử trang bị
Liên XôTên lửa UR-100 được đưa vào trang bị cho Lực lượng tên lửa chiến lược vào năm 1966, đến năm 1972, đã có 990 bệ phóng đi vào hoạt động. Thêm 420 bệ phóng tên lửa phiên bản mới đi vào hoạt động vào năm 1976. Loại tên lửa này là câu trả lời của Liên Xô cho việc Mỹ triển khai tên lửa LGM-30 Minuteman. Các phiên bản tên lửa đời đầu đã bị loại bỏ dần trong những năm 1970, nhưng 326 tên lửa thuộc phiên bản mới hơn (8K84M, UR-100N, UR-100NUTTH) vẫn được sử dụng đến năm 1991. Chúng được loại bỏ hoàn toàn vào năm 1996. Lực lượng tên lửa chiến lược là đơn vị duy nhất trang bị tên lửa UR-100.
Đơn vị triển khai:
- Sư đoàn tên lửa số 4 (Drovyanaya, tỉnh Chita) (53rd Rocket Army)

### Tên lửa đẩy
Tên lửa đẩy Strela và Rokot được phát triển dựa trên tên lửa UR-100.